# حساسية الذرة
حساسية الذرة / الذرة الصفراء (بالإنجليزية: Corn/Maize)‏ هي إحدى أنواع الحساسية الغذائية. وقد تكون من الحساسيات التي يصعب إدارتها وخاصة في الولايات المتحدة، وذلك بسبب العدد الكبير من المنتجات الغذائية التي تحتوي على أشكال مختلفة من الذرة مثل نشا الذرة وحمض الستريك والنشا الغذائي المعدل والخل والفانيليا ضمن أشياء أخرى كثيرة. ومع ذلك، فإنها تعتبر من أنواع الحساسية التي تمر أحياناً من دون التعرف عليها.

## مسودات
1. ↑  "Food Allergies", The American Journal of Nursing, Vol. 80, No. 2 (Feb., 1980), pp. 262-265
2. ↑  "Allergy to Corn Often Remains Unrecognized", Science News 89:331 May 7, 1966